# Lemniscata de Bernoulli

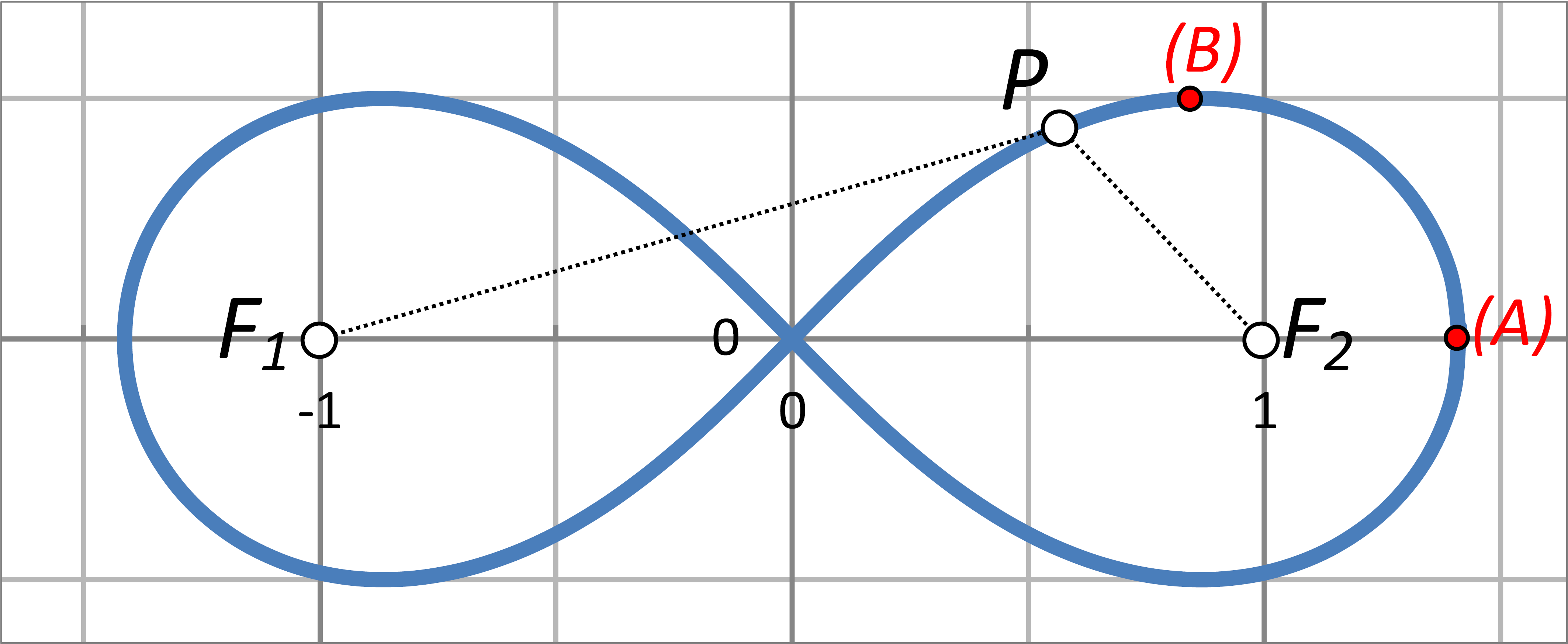
Una lemniscata de Bernoulli y sus dos focos F_{1} y F_{2}. En este caso, para, se tiene que el máximo horizontal es y el máximo vertical es

La lemniscata de Bernoulli es la podaria de una hipérbola equilátera

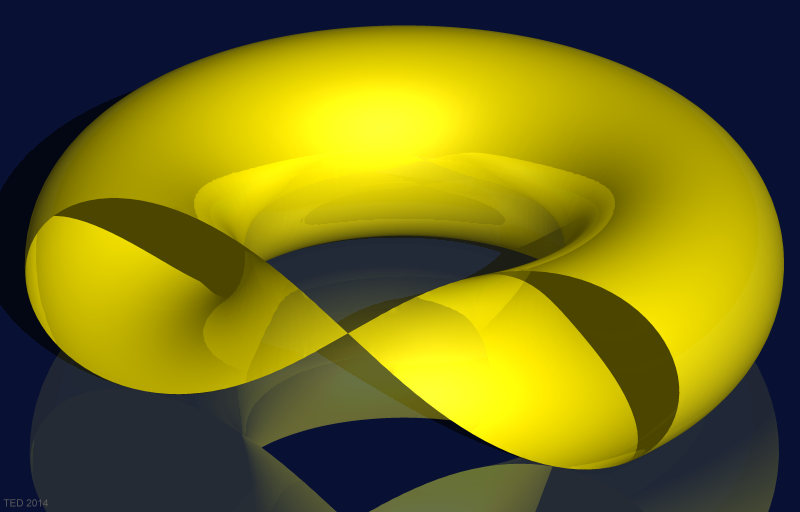
Lemniscata de Bernouilli como la intersección de un toro con un plano tangente a su ecuador interior

Lemniscata descrita por el punto central de un mecanismo de Watt

Espirales sinusoidales: hipérbola equilátera (n = −2), recta (n = −1), parábola (n = −1/2), cardioide (n = 1/2), circunferencia (n = 1) y lemniscata de Bernoulli (n = 2), donde r^{n} = −1^{n} cos nθ en coordenadas polares y sus equivalentes en coordenadas cartesianas

En geometría, la lemniscata de Bernoulli es una curva plana unicursal definida a partir de dos puntos dados F1 y F2, conocidos como focos, situados a una distancia de 2d entre sí, como el lugar geométrico de los puntos P tales que el producto de su distancia a los dos focos es constante y vale d2:
PF1 · PF2 = d2
La curva posee una forma similar al número 8 y al símbolo del ∞. El símbolo del infinito en sí mismo es a veces llamado lemniscata. Su representación en Unicode es ∞, correspondiente al código (#8734).
Es tanto un caso especial del óvalo de Cassini como una curva algebraica racional de grado 4. Lleva el nombre del matemático y físico suizo Jakob Bernoulli.

## Etimología
Su nombre en latín, lemniscatus, hace referencia a un objeto "decorado con cintas colgantes". Jakob Bernoulli la redescubrió en 1694 durante su trabajo sobre la elipse, y la llamó lemniscus.

## Historia
La lemniscata de Bernoulli es parte de una familia de curvas descritas por Jean-Dominique Cassini en 1680, los óvalos de Cassini. Fue descrita por primera vez en 1694 por Jakob Bernoulli como una modificación de una elipse, (que es el lugar geométrico de los puntos para los que la suma de las distancias a cada uno de los dos "puntos focales" fijos es constante). Un óvalo de Cassini, por el contrario, es el lugar de los puntos para los que el producto de estas distancias es constante. En el caso de que la curva pase por el punto intermedio entre los dos focos, el óvalo es una lemniscata de Bernoulli.
El problema de la longitud de los arcos de la lemniscata fue tratado por Giulio Carlo de' Toschi di Fagnano en 1750. Halló el área limitada por esta curva y usó la figura de la lemniscata en la portada de su obra con la leyenda «Multifariam divisa atque dimensa. Deo veritatis gloria» (Dividida muchas veces y medida. Gloria al Dios de la verdad).

### Longitud de arco y funciones elípticas
La determinación de la longitud de los arcos de la lemniscata conlleva al cálculo de una integral elíptica, como se descubrió en el siglo XVIII. Alrededor de 1800, las funciones elípticas implicadas en esas integrales fueron estudiadas por Carl Friedrich Gauss (en gran parte su trabajo no fue publicado en ese momento, pero dejó numerosas alusiones en las notas a su obra "Disquisitiones arithmeticae"). El par fundamental de períodos posee una forma muy especial y son proporcionales a enteros gaussianos. Por esta razón, el caso de las funciones elípticas con multiplicación compleja por la √−1 se denomina "caso lemniscático" en algunas publicaciones.
Usando la integral elíptica
{\displaystyle F(x){\stackrel {\text{def}}{{}={}}}\int _{0}^{x}{\frac {dt}{\sqrt {1-t^{4}}}}}
se obtiene la fórmula de la longitud de arco {\displaystyle L} como
{\displaystyle L=2{\sqrt {2}}d\int _{-1}^{1}{\frac {dt}{\sqrt {1-t^{4}}}}=4{\sqrt {2}}dF(1)\approx 7{,}416\cdot d}.

### ¿El símbolo del infinito?
Una opinión popular sostiene que la lemniscata de Bernoulli se considera el símbolo del infinito [∞] porque es una curva que se puede recorrer sin fin. Sin embargo, la invención del símbolo se atribuye al matemático John Wallis, contemporáneo de Bernoulli.

## Generación gráfica
Esta curva se puede obtener como la inversión de una hipérbola equilátera, situando la circunferencia que define la inversión con su centro coincidente con el centro de la hipérbola (el punto medio de sus dos focos). También puede dibujarse con un acoplamiento mecánico en forma de mecanismo de Watt, con las longitudes de las tres barras del enlace y la distancia entre sus puntos finales elegidos para formar un cuadrado antiparalelogramo.

## Ecuaciones
- Su ecuación en coordenadas cartesianas es (excluidas traslación y rotación):
{\displaystyle (x^{2}+y^{2})^{2}=2d^{2}(x^{2}-y^{2})\,}
- Su ecuación explícita es:

{\displaystyle y=\pm \,d\,{\sqrt {{\sqrt {1+4\left({\frac {x}{d}}\right)^{2}}}-\left[1+\left({\frac {x}{d}}\right)^{2}\right]}}~~\left(|x|\leq d{\sqrt {2}}\right)}
- Su ecuación en el plano complejo es:
{\displaystyle |z^{2}-d^{2}|=d^{2}\,}
- En coordenadas polares:
{\displaystyle r^{2}=2d^{2}\cos 2\theta \,}
- Como ecuación paramétrica:
{\displaystyle x={\frac {d{\sqrt {2}}\cos(t)}{\sin ^{2}(t)+1}};\qquad y={\frac {d{\sqrt {2}}\cos(t)\sin(t)}{\sin ^{2}(t)+1}}}
- En coordenadas bicéntricas:
{\displaystyle rr'=d^{2}\,}
- En coordenadas polares:
{\displaystyle Q=2s-1\,}

### Derivadas

La inversión de la hipérbola produce una lemniscata y viceversa

Se calculan diferenciando la función implícita
{\displaystyle (x^{2}+y^{2})^{2}=2d^{2}(x^{2}-y^{2})\,}
| Con {\displaystyle y} como función de {\displaystyle x} {\displaystyle {\frac {dy}{dx}}={\begin{cases}{\mbox{ilimitado}}&{\text{si }}y=0\ {\text{y }}x\neq 0\\\pm 1&{\mbox{si }}y=0\ {\text{y }}x=0\\{\frac {x(d^{2}-x^{2}-y^{2})}{y(d^{2}+x^{2}+y^{2})}}&{\text{si }}y\neq 0\end{cases}}} {\displaystyle {\frac {d^{2}y}{dx^{2}}}={\begin{cases}{\text{ilimitado}}&{\text{si }}y=0\ {\text{y }}x\neq 0\\0&{\text{si }}y=0\ {\text{y }}x=0\\{\frac {3d^{6}(y^{2}-x^{2})}{y^{3}(d^{2}+2x^{2}+2y^{2})^{3}}}&{\text{si }}y\neq 0\end{cases}}} | Con {\displaystyle x} como función de {\displaystyle y} {\displaystyle {\frac {dx}{dy}}={\begin{cases}{\text{ilimitado}}&{\text{si }}x^{2}+y^{2}=d^{2}\\\pm 1&{\text{si }}x=0\ {\text{y }}y=0\\{\frac {y(d^{2}+2x^{2}+2y^{2})}{x(d^{2}-2x^{2}-2y^{2})}}&{\text{si }}x\neq 0\end{cases}}} {\displaystyle {\frac {d^{2}x}{dy^{2}}}={\begin{cases}{\text{ilimitado}}&{\text{si }}x^{2}+y^{2}=d^{2}\\0&{\text{si }}x=0\ {\text{ y }}y=0\\{\frac {3d^{6}(x^{2}-y^{2})}{x^{3}(d^{2}-2x^{2}-2y^{2})^{3}}}&{\text{si }}x\neq 0\\\end{cases}}} |

## Propiedades

### Ejes
Para una lemniscata con distancia {\displaystyle d} desde un foco al origen, se tiene que:
{\displaystyle a={\sqrt {2}}\;d} (semieje horizontal)
{\displaystyle b=d/2} (semieje vertical)

### Área

El área de la lemniscata de Bernoulli es igual al área de los dos cuadrados azules

El área delimitada por la lemniscata de Bernoulli es:
{\displaystyle S=a^{2}=2d^{2}.}
Cuadratura de la lemniscata: imposible para el círculo, la cuadratura exacta es posible para la lemniscata de Bernoulli. Su área de hecho coincide con la de dos cuadrados iguales, cuyo lado es la distancia entre un foco y el centro de la lemniscata. Esta área también es igual al área de un cuadrado cuyo lado es la distancia que separa el centro de un máximo de la lemniscata.

### Longitud
La longitud de la lemniscata de Bernoulli es:
{\displaystyle L={\frac {2\pi \,a}{M(1,{\sqrt {2}})}}=4a\int _{0}^{1}{\frac {\mathrm {d} t}{\sqrt {1-t^{4}}}}=2{\sqrt {2}}\,K\left({\frac {1}{\sqrt {2}}}\right)\,a={\frac {\left(\operatorname {\Gamma } (1/4)\right)^{2}}{\sqrt {2\pi }}}\,a\simeq 5{,}24412\,a}
donde M(u, v) es la media aritmético-geométrica de dos números u y v, {\displaystyle K(1/{\sqrt {2}})} es una integral elíptica de primera especie y Γ es la función gamma.

### Ángulos

Relación entre los ángulos de la lemniscata de Bernoulli

El siguiente teorema sobre los ángulos de la lemniscata se debe al matemático alemán Gerhard Christoph Hermann Vechtmann, quien lo describió en 1843 en su disertación sobre las lemniscatas.
F1 y F2 son los focos de la lemniscata, O es el punto medio del segmento F1F2 y P es cualquier punto de la lemniscata fuera de la línea que conecta F1 y F2. La normal n de la lemniscata en P cruza la línea que conecta F1 y  F2 en R. Ahora, el ángulo interior del triángulo OPR en O es un tercio del ángulo exterior del triángulo en R. Además, el ángulo interior en P es dos veces el ángulo interior en O.

### Radio de curvatura
El radio de curvatura {\displaystyle R_{c}} es
{\displaystyle R_{c}={\frac {2d^{2}}{3r}}}
siendo {\displaystyle r} el radio de la expresión de la curva en coordenadas polares.

### Otras propiedades

Propiedad gravitatoria de la lemniscata de Bernouilli

- La lemniscata solo tiene dos focos, siendo 2d la distancia entre ellos.[9]
- La lemniscata es simétrica a la línea que conecta sus focos F1 y F2 y también a la mediatriz del segmento de línea F1F2.
- La lemniscata es simétrica con respecto al punto medio del segmento F1F2.
- La lemniscata es la inversión de una hipérbola y viceversa.
- Las dos tangentes en el punto medio O son ortogonales y cada una de ellas forma un ángulo de {\displaystyle {\tfrac {\pi }{4}}} con una línea que conecta F1 y F2.
- La sección transversal plana de un toro estándar tangente a su ecuador interno es una lemniscata.
- El matemático italiano Gian Francesco Malfatti descubrió que una bola que rueda sobre un arco de lemniscata bajo la influencia de la gravedad, tardará el mismo tiempo en descender que una bola que recorra el segmento rectilíneo que conecta los puntos extremos del arco.

## Demostraciones

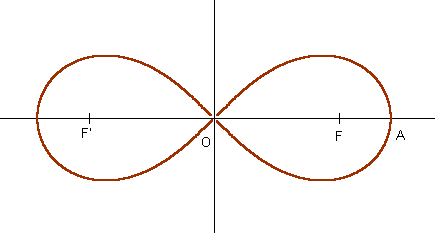
La lemniscata de Bernoulli. Notación alternativa

NOTA:
En las demostraciones siguientes, se utiliza una notación ligeramente distinta, para adaptarse a la rotulación de los gráficos. Los focos F1 y F2 pasan a denominarse F' y F, y los puntos P de la curva, se designan como M.
Como ya se ha señalado, una lemniscata de Bernoulli es el conjunto de puntos M que verifican la relación:
{\displaystyle {\rm {MF\times MF'=OF^{2}}}}
donde F y F′ son dos puntos fijos y O su punto medio. Los puntos F y F′ se denominan focos de la lemniscata, y O es su centro.
Alternativamente, se puede definir una lemniscata de Bernoulli como el conjunto de puntos M que satisfacen la relación:
{\displaystyle {\rm {|MF-MF'|=OM\,{\sqrt {2}}.}}}
| Demostración |
| {\displaystyle {\begin{aligned}{\rm {(MF-MF')^{2}}}&={\rm {MF^{2}+MF'^{2}-2\,MF\cdot MF'}}\\&={\rm {(OM^{2}+OF^{2}-2\,OM\cdot OF\cos \theta )+(OM^{2}+OF'^{2}+2\,OM\cdot OF'\cos \theta )-2\,MF\cdot MF'}}\\&={\rm {2(OM^{2}+OF^{2}-MF\cdot MF')}}\end{aligned}}} O también que : {\displaystyle {\rm {MF\cdot MF'=OF^{2}~~\Leftrightarrow ~~(MF-MF')^{2}=2\,OM^{2}}}} |

La primera relación se llama "ecuación bipolar", y la segunda "ecuación tripolar".
La curva así definida pertenece a la familia de las lemniscatas (curvas en forma de 8), de las cuales es el ejemplo más conocido y el más rico en propiedades. Por su definición, es el ejemplo más notable de óvalo de Cassini. También representa la sección de un toro particular por un plano tangente a su ecuador interior.

## Relación entre las ecuaciones en diferentes sistemas de coordenadas

### Mediante la semidistancia focal OF=d
Sea OF = d. En coordenadas polares (el eje polar es OF), la lemniscata de Bernoulli admite la ecuación:
{\displaystyle \rho ^{2}=2d^{2}\cos {2\theta }~\left(-{\tfrac {\pi }{4}}\leq \theta \,[\pi ]\leq +{\tfrac {\pi }{4}}\right).}
| Demostración |
| La relación MF·MF′ = OF2 también se puede escribir como MF2·MF′2 = OF4 donde: {\displaystyle {\rm {(OM^{2}+OF^{2}-2\,OM\cdot OF\cos \theta )(OM^{2}+OF'^{2}+2\,OM\cdot OF'\cos \theta )=OF^{4}}}} y como se ha dicho: {\displaystyle (\rho ^{2}+d^{2}-2\rho d\cos \theta )(\rho ^{2}+d^{2}+2\rho d\cos \theta )-d^{4}=0.} o: {\displaystyle \rho ^{2}\,[\rho ^{2}-2d^{2}(2\cos ^{2}\theta -1)]=0} lo que es correcto, puesto que {\displaystyle \cos {2\theta }=2\cos ^{2}\theta -1} : {\displaystyle {\begin{cases}\rho =0~(\forall \,\theta )\\\rho ^{2}=2d^{2}\cos {2\theta }~\left(-{\tfrac {\pi }{4}}\leq \theta \leq +{\tfrac {\pi }{4}},\,\mathrm {modulo} \,\pi \right)\end{cases}}} |

En coordenadas cartesianas (el eje x es OF), y la lemniscata de Bernoulli se define según la ecuación (implícita):
{\displaystyle (x^{2}+y^{2})^{2}=2d^{2}\,(x^{2}-y^{2})}
| Demostración |
| Paso de coordenadas polares a coordenadas cartesianas: {\displaystyle \rho ^{2}=x^{2}+y^{2}} y {\displaystyle \cos \theta ={\frac {x}{\sqrt {x^{2}+y^{2}}}}} entonces {\displaystyle \cos {2\theta }=2\cos ^{2}\theta -1={\frac {x^{2}-y^{2}}{x^{2}+y^{2}}}.} La ecuación polar {\displaystyle \rho ^{2}=2d^{2}\cos {2\theta }} pasa a ser así {\displaystyle x^{2}+y^{2}=2d^{2}\,{\frac {x^{2}-y^{2}}{x^{2}+y^{2}}},} que es equivalente a {\displaystyle (x^{2}+y^{2})^{2}=2d^{2}\,(x^{2}-y^{2}).} |

La abscisa x describe el intervalo {\displaystyle \left[-d\,{\sqrt {2}},d\,{\sqrt {2}}\right]} (los límites se alcanzan para y = 0). La ordenada y describe el intervalo {\displaystyle \left[-{\tfrac {d}{2}},{\tfrac {d}{2}}\right]~} (los límites se alcanzan para {\displaystyle x=\pm \,d\,{\tfrac {\sqrt {3}}{2}}}).
Es posible relacionar y de acuerdo con x:
{\displaystyle y=\pm \,d\,{\sqrt {{\sqrt {1+4\left({\frac {x}{d}}\right)^{2}}}-\left[1+\left({\frac {x}{d}}\right)^{2}\right]}}~~\left(|x|\leq d{\sqrt {2}}\right)}
| Demostración |
| Poniendo Y = y2; en la ecuación implícita siguiente: {\displaystyle (x^{2}+Y)^{2}=2d^{2}\,(x^{2}-Y)} como se ha dicho, y desarrollando: {\displaystyle Y^{2}+2(d^{2}+x^{2})Y-x^{2}(2d^{2}-x^{2})=0.} Esta ecuación de segundo grado tiene una única solución (Y no puede ser negativa): {\displaystyle {\begin{aligned}Y&=-(d^{2}+x^{2})+{\sqrt {(d^{2}+x^{2})^{2}+x^{2}(2d^{2}-x^{2})}}~~{\text{previendo que}}~2d^{2}-x^{2}\geq 0~~{\text{como se ha dicho}}~~\|x\|\leq d{\sqrt {2}}~~({\text{por lo demás}}~Y\!<0)\\&=-(d^{2}+x^{2})+{\sqrt {d^{2}(d^{2}+4x^{2})}}\\&=d^{2}\left\{{\sqrt {1+4\left({\frac {x}{d}}\right)^{2}}}-\left[1+\left({\frac {x}{d}}\right)^{2}\right]\right\}\end{aligned}}} de donde se deduce y escribiendo {\displaystyle y=\pm {\sqrt {Y}}.} |

pero generalmente es más conveniente manipular la ecuación implícita que usar esta expresión explícita de y.

#### Representaciones paramétricas
Partiendo de la ecuación en coordenadas polares ρ2 = 2d2cos2θ, se puede representar la lemniscata de Bernoulli mediante las dos ecuaciones siguientes, tomando como parámetro el ángulo polar θ:
{\displaystyle {\begin{cases}x=d\,\cos \theta \,{\sqrt {2\cos 2\theta }}\\y=d\,\sin \theta \,{\sqrt {2\cos 2\theta }}\end{cases}}}
| Demostración |
| Paso de coordenadas polares a coordenadas cartesianas por las relaciones x = ρcosθ y y = ρsinθ. De ρ2 = 2d2cos2θ se deduce \|ρ\|. No es necesario mantener el valor positivo porque equivale a cambiar el signo de ρ o a aumentar θ en π. |

Sin embargo, esta representación tiene el defecto de que, una vez finalizado el proceso, es necesario variar θ de –π/4 a +π/4 y luego de 5π/4 a 3π/4, una variación que no es continua ni monótona.
Una mejor representación paramétrica viene dada por:
{\displaystyle {\begin{cases}x=d{\sqrt {2}}\;{\dfrac {\sin \varphi }{1+\cos ^{2}\varphi }}\\\\y=d{\sqrt {2}}\;{\dfrac {\sin \varphi \cos \varphi }{1+\cos ^{2}\varphi }}\end{cases}}}
| Demostración |
| Partiendo de la representación precedente y expresando todo en función de tanθ (véase por ejemplo el artículo identidades y fórmulas de trigonometría): {\displaystyle \cos \theta ={\frac {1}{\sqrt {1+\tan ^{2}\theta }}},~\sin \theta ={\frac {\tan \theta }{\sqrt {1+\tan ^{2}\theta }}},~\cos 2\theta ={\frac {1-\tan ^{2}\theta }{1+\tan ^{2}\theta }}} donde: {\displaystyle x=d{\sqrt {2}}\;{\frac {\sqrt {1-\tan ^{2}\theta }}{1+\tan ^{2}\theta }},~y=d{\sqrt {2}}\;{\frac {\tan \theta \,{\sqrt {1-\tan ^{2}\theta }}}{1+\tan ^{2}\theta }}} Haciendo el cambio de variable tanθ = cosφ: {\displaystyle x=d{\sqrt {2}}\;{\frac {\sqrt {1-\cos ^{2}\varphi }}{1+\cos ^{2}\varphi }},~y=d{\sqrt {2}}\;{\frac {\cos \varphi \,{\sqrt {1-\cos ^{2}\varphi }}}{1+\cos ^{2}\varphi }}} No queda más que remplazar {\displaystyle {\sqrt {1-\cos ^{2}\varphi }}} por su expresión equivalente {\displaystyle \sin \varphi } |

La lemniscata se recorre una vez variando φ de –π a +π. El parámetro φ está conectado directamente al ángulo polar por la relación cosφ = tanθ, o θ = arctan(cosφ).
También se puede convertir la representación anterior, trigonométrica, en una representación paramétrica racional:
{\displaystyle {\begin{cases}x=d{\sqrt {2}}\;{\dfrac {t+t^{3}}{1+t^{4}}}\\\\y=d{\sqrt {2}}\;{\dfrac {t-t^{3}}{1+t^{4}}}~.\end{cases}}}
| Demostración |
| Partiendo de la representación precedente y expresando todo en función de t = tan(φ/2) (véase por ejemplo el artículo identidades y fórmulas de trigonometría) : {\displaystyle \sin \varphi ={\frac {2t}{1+t^{2}}},~\cos \varphi ={\frac {1-t^{2}}{1+t^{2}}},~1+\cos ^{2}\varphi ={\frac {2(1+t^{4})}{(1+t^{2})^{2}}}} entonces: {\displaystyle x=d{\sqrt {2}}\;{\frac {t(1+t^{2})}{1+t^{4}}},~y=d{\sqrt {2}}\;{\frac {t(1-t^{2})}{1+t^{4}}}.} |

La lemniscata se recorre una vez variando t de –∞ a +∞. El parámetro t está directamente relacionado con el ángulo φ por la relación t = tan(φ/2).

### Mediante el semiejeOA =a
La mayoría de las ecuaciones anteriores son un poco más simples y más naturales si 
se utiliza {\displaystyle a=d\,{\sqrt {2}}} (semieje de la lemniscata).
En coordenadas polares
(siendo el eje polar OA), la lemniscata de Bernoulli admite la ecuación:
{\displaystyle \rho ^{2}=a^{2}\cos {2\theta }~\left(-{\tfrac {\pi }{4}}\leq \theta \,[\pi ]\leq +{\tfrac {\pi }{4}}\right).}
En coordenadas cartesianas (el eje x es OA), la lemniscata de Bernoulli tiene como ecuación implícita:
{\displaystyle (x^{2}+y^{2})^{2}=a^{2}\,(x^{2}-y^{2}).}
La abscisa x describe el intervalo [–a, a] (los límites se alcanzan para y = 0). La ordenada y describe el intervalo {\displaystyle \left[-{\tfrac {a}{2{\sqrt {2}}}},{\tfrac {a}{2{\sqrt {2}}}}\right]~} (los límites se alcanzan para {\displaystyle x=\pm \,a\,{\tfrac {\sqrt {6}}{4}}} ). La longitud focal media es {\displaystyle \mathrm {OF} =\mathrm {OF'} ={\tfrac {a}{\sqrt {2}}}.}
Es posible expresar y de acuerdo con x:
{\displaystyle y=\pm \,{\frac {a}{\sqrt {2}}}\,{\sqrt {{\sqrt {1+8\left({\frac {x}{a}}\right)^{2}}}-\left[1+2\left({\frac {x}{a}}\right)^{2}\right]}}~~(|x|\leq a)}
pero generalmente es más conveniente manipular la ecuación implícita que usar esta expresión explícita de y.

## Curvas de la misma familia
La lemniscata de Bernoulli es un caso especial de óvalo de Cassini, hipopoda, espiral sinusoidal y de la spira de Perseo.

## Aplicaciones
La dinámica en esta curva y sus versiones más generalizadas se estudian en modelos quasi unidimensionales.